# Тишівці
Тишівці (Тишовце, пол. Tyszowce) — місто у східній Польщі. Належить до Томашівського повіту Люблінського воєводства.

## Положення
Лежить над річкою Гучвою.

## Історія
Історично Тишівці мало два передмістя — Замлиння (сьогодні окреме село) та Дубина (нині частина міста).
У 1921 році міське поселення Тишівці входило до складу гміни Тишівці Венгрівський повіту Люблінського воєводства Польської Республіки. За даними перепису населення Польщі 1921 року в містечку налічувалося 678 будинків та 4420 мешканців, з них:
- 2101 чоловік та 2319 жінок;
- 377 православних, 1592 римо-католики, 2451 юдей;
- 86 українців («русинів»), 3439 поляків, 887 євреїв, 8 осіб іншої національності.

За німецької окупації у місті діяла філія Замістського Українського допомогового комітету та українська школа. У 1943—1944 роках польські шовіністи вбили в Тишівцях 11 українців.

## Населення
Демографічна структура станом на 31 березня 2011 року:
|          | Загалом | Допрацездатний вік | Працездатний вік | Постпрацездатний вік |
| -------- | ------- | ------------------ | ---------------- | -------------------- |
| Чоловіки | 1097    | 248                | 738              | 111                  |
| Жінки    | 1131    | 218                | 650              | 263                  |
| Разом    | 2228    | 466                | 1388             | 374                  |

## Віра

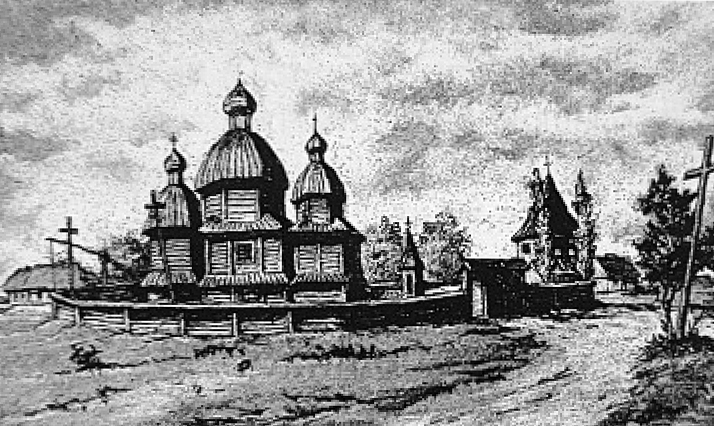
Церква Пресвятої Богородиці у Тишівцях (передмістя Дубини), зображення 1890 року

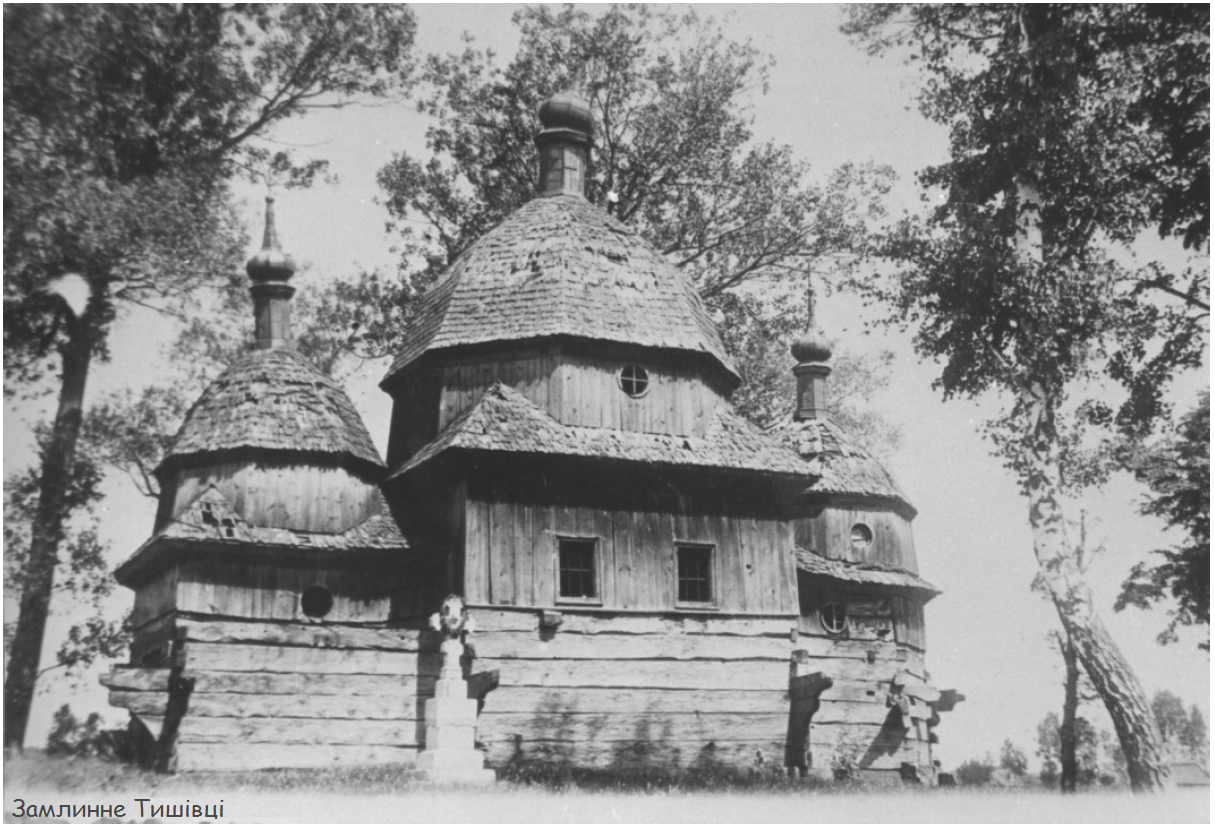
Церква святого Микити у передмісті Замлинні, Тишівці, зображення 1938 року

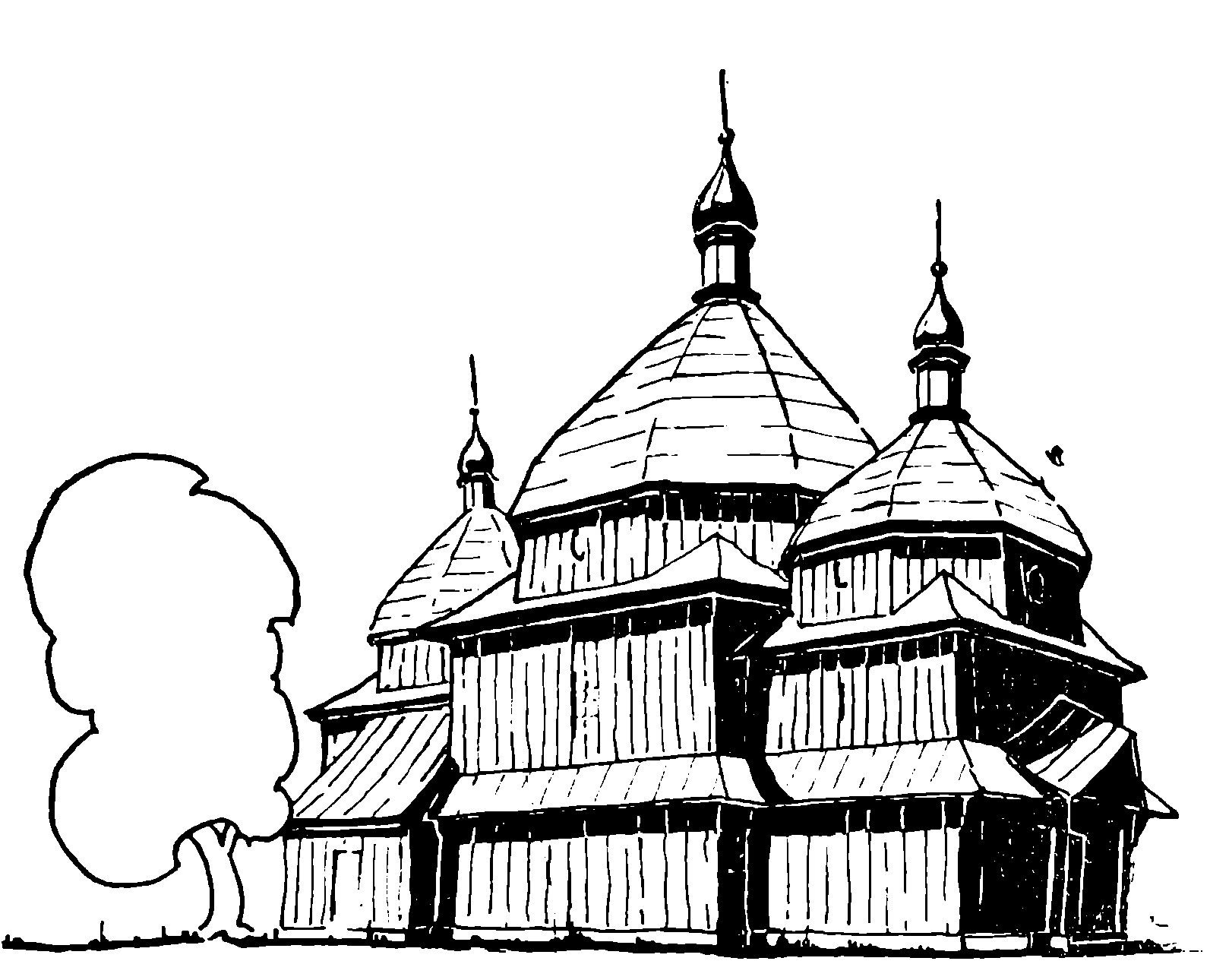
Українська церква Пречистої Діви в Тишівцях на Дубині, рисунок 1941 року Леоніда Маслова

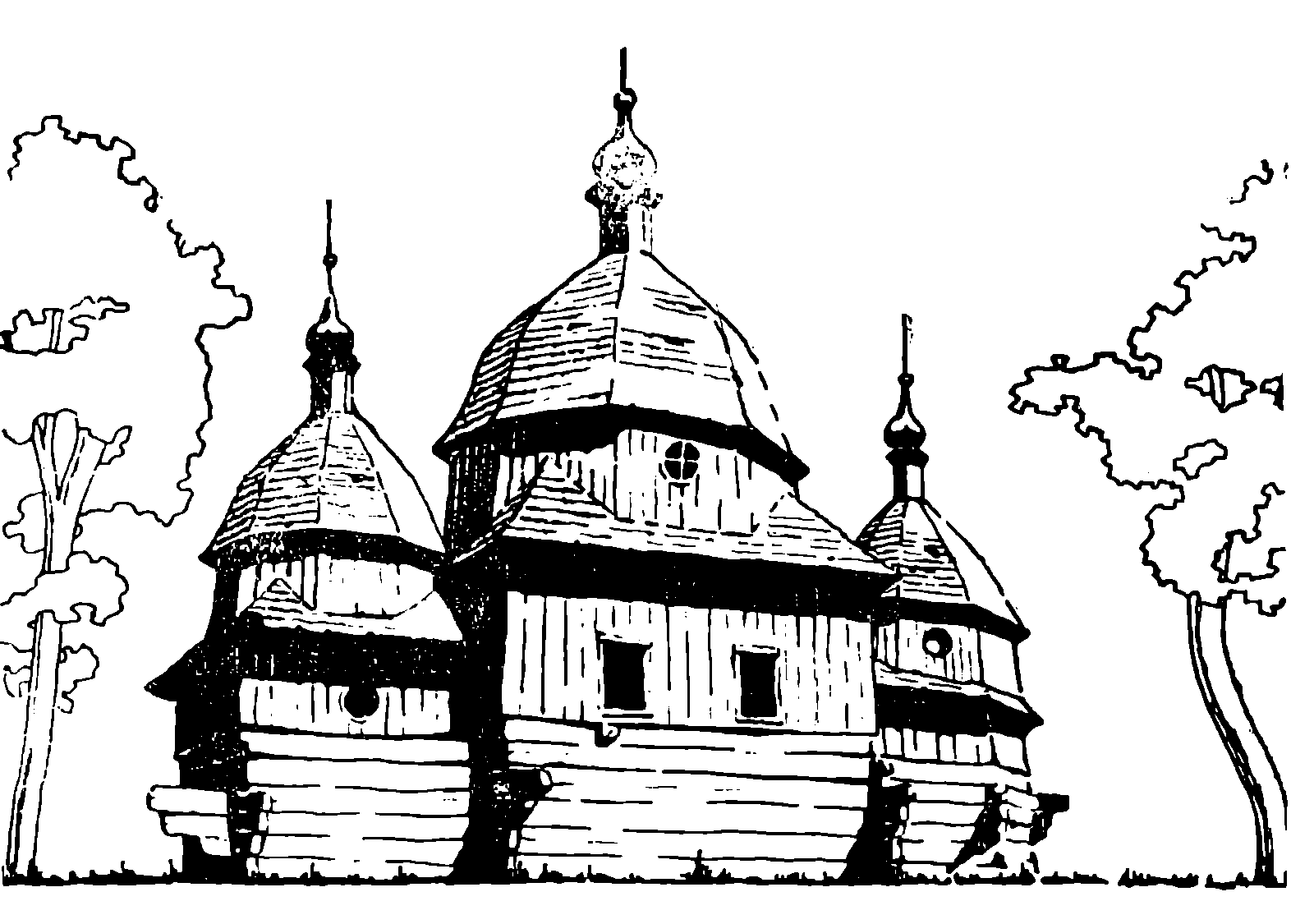
Українська церква святого Микити в Тишівцях на Замлинні, рисунок 1941 року Леоніда Маслова

У місті були три трибанні церкви, спочатку православні, котрі після Берестейської унії, ймовірно, стали унійними. Одна із них, парафіяльна, стояла в середмісті й була присвячена святій Параски П'ятниці, друга в передмісті Замлиння — святого Микити, третя була в передмісті Дубині — Пречистої Діви Марії (Пресвятої Богородиці).
Перша згадка про православну церкву в Тишівцях датується 1531 роком. Перший відомий опис тишовецьких церков походить з 1660 року і був виконаний в ході візитації, проведеної після військових дій середини XVII століття. Всі три споруди були дерев'яними, а церква на Замлинні згадується як новозбудована (ймовірно відбудована після військових дій). Стан церков визнаний як «добрий». Коло всіх храмів були кладовища, які в передмісті Дубині і у середмісті були обгороджені, а коло Замлинської не огороджені. В записі, з 1660 року сказано, що вони описані в звітах в попередніх візитацій, котрі, однак, до нас не дійшли. 1872 року до місцевої греко-католицької церкви належало 1220 вірян.
У часи панування Російської імперії у 1871 році була побудована у московському стилі із каменю церква святої Параски / святого Миколи поруч зі старою церквою у середмісті, яку потім російська влада розібрала. 1875 року усі три греко-католицькі церкви перетворено на православні. Поруч з церквою святої Параски у 1920-ті роки стояло приміщення українського просвітного товариства «Рідна Хата».
17 червня 1938 року польська влада розібрала інші дві українські церкви — Пречистої Діви у передмісті на Дубині та святої П'ятниці на Замлинні. Архітектор Леонід Маслов подавав такий опис вигляду цих церков до їхнього руйнування:
|  | Особливо прегарна своїми пропорціями та шляхотними зарисами бань була церква св. Микити на "Замлинні". Була це чудова памятка старовинної української деревяної архітектури; ще цікавіша вона є тим, що збереглася аж до свої останніх днів без всяких перебудов, у свойому первісному вигляді. Коли вона збудована — невідомо, але можливо що ще в кінці XVI століття. Була це тризрубна церква, з середнім зрубом більшим і вищим від інших. Східній мав зрізані два зовнішні кути; над кожним зрубом були восьмибічні бані, вміщені на невисоких, теж восьмибічних бідбанниках. Вхід був від заходу. Вікна мала вона лише з південної сторони, а з північної було лише одне кругле віконце в середньому підбаннику. Церква ця мала колись навколо стін опоясення, сперте на вистаючих із стін зрубів кінцях брусів; над опоясенням стіни були зашальовані доземими дошками, під опоясенням — голі, нешальовані; бані були покриті ґонтою. Церква Пречистої на "Дубині" була дуже подібна до вище описаної церкви св. Микити; мала вона від заходу ґаночок у вигляді дашка, спертого на двох стовпчиках, а при східньому зрубі з північної сторони мала прибудовану "ризницю". Церква була покрита бляхою, якою заступлено попереднє, мабуть ґонтове, покриття. Час збудовання цієї церкви є також незнаний, відомо тільки, що існувала вона вже в 1641 році. |

## Особистості

### Уродженці
- Галина Вишневська (нар. 1930) — українська філологиня[13].
- Василь Криницький (1888-?) — український громадський діяч[14].
- Іван Левчук (1867—1947) — український церковний діяч[15].
- Семен Любарський (1878—1944) — український громадський і політичний діяч.